# Trackdown
Trackdown è una serie televisiva statunitense in 71 episodi trasmessi per la prima volta nel corso di due stagioni dal 1957 al 1959.
È una serie del genere western con Robert Culp. È uno spin off della serie antologica I racconti del West (Dick Powell's Zane Grey Theatre) essendo originata dall'episodio Badge of Honor, andato in onda il 3 maggio 1957 (27º episodio della prima stagione), che può essere considerato l'episodio pilota. Trackdown produsse a sua volta una serie spin off, Ricercato vivo o morto (Wanted: Dead or Alive), con protagonista Steve McQueen, con l'episodio The Bounty Hunter andato in onda il 7 marzo 1958 (McQueen aveva partecipato anche ad un altro episodio di Trackdown interpretando un altro personaggio nell'episodio The Brothers).

## Trama
Porter, Texas, vecchio west, anni 1870. Il Texas Ranger e pistolero Hoby Gilman dà la caccia ai criminali. Egli è di fatto lo sceriffo della cittadina ma i suoi doveri di ranger spesso lo portano fuori città alla ricerca di criminali in tutto il Texas. I suoi amici includono Henrietta Porter, vedova del fondatore della città che possiede il Porter Enterprise, il giornale locale, e Tenner Smith, il proprietario del saloon ed ex pistolero il cui passato è avvolto nel mistero. Tra gli altri habitué della serie vi sono anche il vicesceriffo Ralph, che aiuta Gilman in città, James Griffith e Gail Kobe.
Nell'episodio pilota, Badge of Honor, Hoby Gilman è un ex ufficiale di cavalleria confederato appena tornato nella sua città natale dopo la guerra. Egli la trova sotto lo spietato controllo di un personaggio sgradevole, Boyd Nelson, un ex-colonnello confederato interpretato da Gary Merrill, che ha il pieno potere attraverso i suoi sgherri. Lo sceriffo della città è Jed Phillips, solo un ricordo dell'uomo che Gilman conosceva una volta. Un ranger del Texas che tenta di arrestare Nelson viene colpito alla schiena, e il suo distintivo viene gettato sulla strada sterrata. Prima della guerra, Gilman aveva servito nei Texas Ranger, ma era riluttante a ritornare con loro, essendo stanco di violenze e stragi. Ma, dopo l'assassinio del Ranger, Gilman raccoglie il distintivo  per ini portare Nelson davanti alla giustizia, liberando la città dalla sua tirannia.

## Personaggi e interpreti

### Personaggi principali
- Hoby Gilman (70 episodi, 1957-1959), interpretato da Robert Culp.
- Ralph (27 episodi, 1958-1959), interpretato da Norman Leavitt.
- Henrietta Porter (24 episodi, 1958-1959), interpretata da Ellen Corby.
- Tenner Smith (15 episodi, 1958-1959), interpretato da Peter Leeds.
- Aaron Adams (12 episodi, 1957-1958), interpretato da James Griffith.

### Personaggi secondari
- Frequentatore saloon (9 episodi, 1957-1959), interpretato da Ethan Laidlaw.
- Cittadino (9 episodi, 1958-1959), interpretato da Frank Mills.
- Doc Jay Calhoun (7 episodi, 1958-1959), interpretato da Addison Richards.
- Joe (7 episodi, 1958-1959), interpretato da Rusty Wescoatt.
- Penny Adams (6 episodi, 1957-1958), interpretata da Gail Kobe.
- Tom Dooley (5 episodi, 1957-1959), interpretato da DeForest Kelley.
- Ethan Felps (4 episodi, 1957-1958), interpretato da Dabbs Greer.
- Fenn Dooley (4 episodi, 1958-1959), interpretato da Richard Devon.
- Bob Ahler (3 episodi, 1957-1958), interpretato da James Best.
- Aaron Yewcic (3 episodi, 1958-1959), interpretato da Harold J. Stone.
- Joe Corbett (3 episodi, 1957-1959), interpretato da Jimmy Lydon.
- Joel Paine (3 episodi, 1957-1958), interpretato da Lawrence Dobkin.
- Dave Phillips (3 episodi, 1958-1959), interpretato da George Brenlin.
- Vicesceriffo Norvil (3 episodi, 1959), interpretato da Warren Oates.
- Buckboard Driver (3 episodi, 1957-1958), interpretato da Guy Wilkerson.
- Adrian Zach (3 episodi, 1958-1959), interpretato da Gordon Polk.
- Bess Martin (3 episodi, 1958-1959), interpretata da Jean Howell.
- Deal Jackford (3 episodi, 1958-1959), interpretato da Nick Adams.
- Millie (3 episodi, 1957-1958), interpretata da Virginia Christine.
- Cittadino (3 episodi, 1958-1959), interpretato da Reed Howes.
- Adam Madson (3 episodi, 1958-1959), interpretato da Edward Platt.
- Mavis (3 episodi, 1958), interpretata da Kasey Rogers.
- Blake Yedor (3 episodi, 1959), interpretato da Michael Fox.

### Guest star
Tra le  guest star: Chris Alcaide, Phyllis Avery, Whit Bissell, Vic Morrow, Nick Adams, Ahna Capri, Walter Coy, Dennis Cross, Don Durant, James Best, Strother Martin, DeForest Kelley, Paul Birch, James Coburn, Russ Conway, Beverly Garland, Michael Landon, Pernell Roberts, Scott Forbes, Rita Moreno, Johnny Crawford, Stuart Whitman, Susan Oliver,  Warren Oates, Forrest Lewis, Edgar Buchanan, Chill Wills,  Karen Sharpe, e Lee Van Cleef.

## Produzione
La serie fu prodotta da Vincent M. Fennelly per la Four Star Productions e la CBS e girata nell'Iverson Ranch e nel Jack Ingram Ranch a Los Angeles in California.

### Registi
Tra i registi sono accreditati:
- Don McDougall in 39 episodi (1957-1959)
- Thomas Carr in 18 episodi (1957-1959)
- R.G. Springsteen in 7 episodi (1958-1959)

### Sceneggiatori
Tra gli sceneggiatori sono accreditati:
- John Robinson in 18 episodi (1957-1959)
- D.D. Beauchamp in 5 episodi (1957-1959)
- Christopher Knopf in 5 episodi (1958-1959)
- Fred Freiberger in 4 episodi (1957-1959)
- John McGreevey in 3 episodi (1957-1959)
- Daniel B. Ullman in 3 episodi (1957-1958)
- Mary M. Beauchamp in 3 episodi (1958-1959)
- Frank Burt in 3 episodi (1958)
- Norman Jacobs in 2 episodi (1957-1958)
- David Lang in 2 episodi (1958-1959)
- Sidney Marshall in 2 episodi (1958-1959)
- George F. Slavin in 2 episodi (1958)

## Distribuzione
La serie fu trasmessa negli Stati Uniti dal 4 ottobre 1957 al 23 settembre 1959 sulla rete televisiva CBS.

## Episodi
| Stagione         | Episodi | Prima TV USA | Prima TV Italia |
| ---------------- | ------- | ------------ | --------------- |
| Prima stagione   | 32      | 1957-1958    |                 |
| Seconda stagione | 39      | 1958-1959    |                 |